# Élections législatives de 2024 dans le Nord
Pour un article plus général, voir Élections législatives françaises de 2024.
Ne doit pas être confondu avec Élections législatives de 2024 dans le Territoire du Nord.
Les élections législatives françaises de 2024 dans le Nord se dérouleront les 30 juin et 7 juillet 2024. Dans le département, 21 députés sont à élire dans le cadre de 21 circonscriptions, à la suite de la dissolution de l'Assemblée nationale par Emmanuel Macron.
Le choix de cette dissolution est pris après la défaite de la liste Renaissance aux élections européennes qui ont eu lieu le 9 juin 2024. Un total de  123 candidats se présentent dans les 21 circonscriptions, soit une moyenne de six par circonscription, en baisse de près de moitié par rapport à 2022 où on comptait 201 candidats.

## Contexte

### Européennes
| Circonscription | RN      | ENS     | PS - PP | LFI     | LR      |
| --------------- | ------- | ------- | ------- | ------- | ------- |
| Circonscription |         |         |         |         |         |
| 1re             | 16,31 % | 11,9 %  | 4,47 %  | 29,1 %  | 8,95 %  |
| 2e              | 19,49 % | 12,9 %  | 15,64 % | 23,66 % | 4,83 %  |
| 3e              | 48,4 %  | 10,21 % | 7,08 %  | 10,49 % | 4,98 %  |
| 4e              | 23,94 % | 19,21 % | 14,09 % | 9,23 %  | 9,15 %  |
| 5e              | 37,36 % | 15,25 % | 11,4 %  | 7,74 %  | 6,51 %  |
| 6e              | 32,08 % | 19,3 %  | 11,74 % | 5,40 %  | 8,47 %  |
| 7e              | 26,58 % | 16,91 % | 10,77 % | 15,61 % | 8,75 %  |
| 8e              | 30,39 % | 9,79 %  | 7,76 %  | 31,54 % | 3,46 %  |
| 9e              | 18,71 % | 20,46 % | 13,15 % | 12,59 % | 12,27 % |
| 10e             | 35,49 % | 14,8 %  | 8,91 %  | 15,02 % | 6,46 %  |
| 11e             | 27,91 % | 14,41 % | 13,2 %  | 14,69 % | 6,39 %  |
| 12e             | 50,81 % | 11,04 % | 6,92 %  | 5,1 %   | 5,24 %  |
| 13e             | 42,28 % | 11,01 % | 9,5 %   | 12,55 % | 3,85 %  |
| 14e             | 43,41 % | 14,42 % | 9,03 %  | 4,63 %  | 6,01 %  |
| 15e             | 41,62 % | 15,13 % | 9,47 %  | 4,23 %  | 6,97 %  |
| 16e             | 50,33 % | 8,48 %  | 7,03 %  | 8,76 %  | 3,38 %  |
| 17e             | 46,05 % | 11,12 % | 8,18 %  | 10,17 % | 4,68 %  |
| 18e             | 51,96 % | 11,93 % | 6,81 %  | 3,88 %  | 6,28 %  |
| 19e             | 53,13 % | 7,62 %  | 5,92 %  | 8,7 %   | 3,21 %  |
| 20e             | 47,64 % | 9,12 %  | 5,92 %  | 7,78 %  | 3,50 %  |
| 21e             | 41,91 % | 12,79 % | 7,81 %  | 10,39 % | 5,34 %  |

### Sondages

#### 10ecirconscription du Nord
Premier tour
| Sondeur | Date       | Échantillon | LO      | REV (NFP) | RE (ENS) | RES    | LR     | RN         | REC              |
| Sondeur | Date       | Échantillon | Charlon | Mortreux  | Darmanin | Brazon | Garcia | Verbrugghe | Viguie-Desplaces |
| ------- | ---------- | ----------- | ------- | --------- | -------- | ------ | ------ | ---------- | ---------------- |
| Sondeur | Date       | Échantillon |         |           |          |        |        |            |                  |
| Ifop    | 18-20 juin | 602         | 1,5 %   | 24 %      | 42 %     | 1 %    | 2,5 %  | 28 %       | 1 %              |

Second tour
| Sondeur | Date       | Échantillon | REV (NFP) | RE (ENS) | RN         |
| Sondeur | Date       | Échantillon | Mortreux  | Darmanin | Verbrugghe |
| ------- | ---------- | ----------- | --------- | -------- | ---------- |
| Sondeur | Date       | Échantillon |           |          |            |
| Ifop    | 18-20 juin | 602         | 27 %      | 44 %     | 29 %       |
| Ifop    | 18-20 juin | 602         | -         | 65 %     | 35 %       |

## Réactions et conséquences de l'annonce
Le journal régional La Voix du Nord qualifie la situation politique de « crise politique d'ampleur » à la suite des scores réalisés par l'extrême-droite et de la dissolution de l'Assemblée Nationale.

## Système électoral
Les élections législatives ont lieu au scrutin uninominal majoritaire à deux tours dans des circonscriptions uninominales.
Est élu au premier tour le candidat qui réunit la majorité absolue des suffrages exprimés et un nombre de voix au moins égal au quart des électeurs inscrits dans la circonscription, soit 25 %. Si aucun des candidats ne satisfait ces conditions, un second tour est organisé entre les candidats ayant réuni un nombre de voix au moins égal à un huitième des inscrits, soit 12,5 %. Les deux candidats arrivés en tête du 1er tour se maintiennent néanmoins par défaut si un seul ou aucun d'entre eux n'a atteint ce seuil. Au second tour, le candidat arrivé en tête est déclaré élu,.
Le seuil de qualification basé sur un pourcentage du total des inscrits et non des suffrages exprimés rend plus difficile l'accès au second tour lorsque l'abstention est élevée. Le système permet en revanche l'accès au second tour de plus de deux candidats si plusieurs d'entre eux franchissent le seuil de 12,5 % des inscrits. Les candidats en lice au second tour peuvent ainsi être trois, un cas de figure appelé « triangulaire ». Les second tours où s'affrontent quatre candidats, appelés « quadrangulaire » sont également possibles, mais beaucoup plus rares,.

### Partis et nuances
Les résultats des élections sont publiés en France par le ministère de l'Intérieur, qui classe les partis en leur attribuant des nuances politiques. Ces dernières sont décidées par les préfets, qui les attribuent indifféremment de l'étiquette politique déclarée par les candidats, qui peut être celle d'un parti ou une candidature sans étiquette.
Seuls le Parti communiste français (COM), La France insoumise (FI), le Parti socialiste (SOC), le Parti radical de gauche (RDG), Les Écologistes (VEC), Renaissance (RE), le Mouvement démocrate (MDM), Horizons (HOR), l'Union des démocrates et indépendants (UDI), Les Républicains (LR), le Rassemblement national (RN) et Reconquête (REC) se voient attribuer en 2024 des nuances propres. Les coalitions Ensemble et Nouveau front populaire, ainsi que les candidats de l'alliance LR-Ciotti-RN, en bénéficient également indirectement, les nuances Ensemble ! (Majorité présidentielle) (ENS), Union de la gauche (UG) et Union de l'extrême-droite (UXD) étant attribuables aux candidats bénéficiant respectivement du soutien de deux partis du centre, de deux partis de gauche ou de deux partis d'extrême-droite,.
Tous les autres partis se voient attribuer l'une ou l'autre des nuances suivantes : EXG (extrême gauche), DVG (divers gauche), ECO (écologiste), REG (régionaliste), DVC (divers centre), DVD (divers droite), DSV (droite souverainiste) et EXD (extrême droite). Des partis comme Debout la France ou Lutte ouvrière ne disposent ainsi pas de nuances propres, et leurs résultats nationaux ne sont pas publiés séparément par le ministère, car mélangés avec d'autres partis (respectivement dans les nuances DSV et EXG).

## Campagne
Le président Les Républicains dans le département du Nord Antoine Sillani condamne le 11 juin 2024 l'annonce de Éric Ciotti de s'allier avec le Rassemblement national, et réclame sa démission.
Il était prévu qu'Adrien Quatennens se représente dans la première circonscription du Nord investi par La France insoumise (LFI) sans le soutien du Nouveau Front populaire qui ne présente pas de candidat face à lui,. Cependant, la militante féministe Amy Bah, du collectif #NousToutes, est également candidate dans cette circonscription « au nom des valeurs du Nouveau Front populaire ». Elle reçoit le soutien de la socialiste Martine Aubry,. Finalement, Adrien Quatennens indique qu'il renonce à se représenter, et Aurélien Le Coq est investi à sa place en tant que candidat LFI-Nouveau Front Populaire, recevant également le soutien d'EELV. Amy Bah maintient cependant sa candidature dissidente, sous l'étiquette Divers Gauche.

## Résultats

### Élus
| Circonscription                                 | Député sortant                              | Parti ou nuance | Parti ou nuance | Groupe | Député élu ou réélu         | Parti ou nuance | Parti ou nuance | Groupe   |
| ----------------------------------------------- | ------------------------------------------- | --------------- | --------------- | ------ | --------------------------- | --------------- | --------------- | -------- |
| 1re                                             | Adrien Quatennens*                          |                 | LFI             | LFI    | Aurélien Le Coq             |                 | LFI             | LFI-NFP  |
| 2e                                              | Ugo Bernalicis                              |                 | LFI             | LFI    | Ugo Bernalicis              |                 | LFI             | LFI-NFP  |
| 3e                                              | Benjamin Saint-Huile                        |                 | C               | LIOT   | Sandra Delannoy             |                 | RN              | RN       |
| 4e                                              | Brigitte Liso                               |                 | RE              | RE     | Brigitte Liso               |                 | RE              | EPR      |
| 5e                                              | Victor Catteau                              |                 | RN              | RN     | Sébastien Huyghe            |                 | DVD             | app. EPR |
| 6e                                              | Charlotte Parmentier-Lecocq                 |                 | RE              | RE     | Charlotte Parmentier-Lecocq |                 | RE              | EPR      |
| 7e                                              | Félicie Gérard                              |                 | HOR             | HOR    | Félicie Gérard              |                 | HOR             | HOR      |
| 8e                                              | David Guiraud                               |                 | LFI             | LFI    | David Guiraud               |                 | LFI             | LFI-NFP  |
| 9e                                              | Violette Spillebout                         |                 | RE              | RE     | Violette Spillebout         |                 | RE              | EPR      |
| 10e                                             | Vincent Ledoux suppléant de Gérald Darmanin |                 | RE              | RE     | Gérald Darmanin             |                 | RE              | EPR      |
| 11e                                             | Roger Vicot                                 |                 | PS              | SOC    | Roger Vicot                 |                 | PS              | SOC      |
| 12e                                             | Michaël Taverne                             |                 | LAF - RN        | RN     | Michaël Taverne             |                 | LAF - RN        | RN       |
| 13e                                             | Christine Decodts*                          |                 | app. RE         | RE     | Julien Gokel                |                 | PS diss.        | SOC      |
| 14e                                             | Paul Christophe                             |                 | HOR             | HOR    | Paul Christophe             |                 | HOR             | HOR      |
| 15e                                             | Pierrick Berteloot                          |                 | RN              | RN     | Jean-Pierre Bataille        |                 | DVD             | LIOT     |
| 16e                                             | Matthieu Marchio                            |                 | RN              | RN     | Matthieu Marchio            |                 | RN              | RN       |
| 17e                                             | Thibaut François*                           |                 | RN              | RN     | Thierry Tesson              |                 | RAD             | AD!      |
| 18e                                             | Guy Bricout*                                |                 | UDI             | LIOT   | Alexandre Dufosset          |                 | RN              | RN       |
| 19e                                             | Sébastien Chenu                             |                 | RN              | RN     | Sébastien Chenu             |                 | RN              | RN       |
| 20e                                             | Fabien Roussel                              |                 | PCF             | GDR    | Guillaume Florquin          |                 | RN              | RN       |
| 21e                                             | Béatrice Descamps*                          |                 | UDI - PRV       | LIOT   | Valérie Létard              |                 | UDI             | LIOT     |
| * député sortant ne se représentant pas en 2024 |                                             |                 |                 |        |                             |                 |                 |          |

### Taux de participation
| Taux de participation | 1er tour | 1er tour | 1er tour   | 2d tour | 2d tour | 2d tour    | Différence entre les deux tours |
| Taux de participation | En 2022  | En 2024  | Différence | En 2022 | En 2024 | Différence | Différence entre les deux tours |
| --------------------- | -------- | -------- | ---------- | ------- | ------- | ---------- | ------------------------------- |
| À midi                | 15,78 %  | 22,72 %  | 6,94       | 13,63 % | 24,03 % | 10,4       | 1,31                            |
| À 17 heures           | 37,30 %  | 60,87 %  | 23,57      | 34,15 % |         |            |                                 |
| Final                 | 45,65 %  | 66,14 %  | 20,49      | 43,39 % | 66,48 % | 23,09      | 0,34                            |

### Résultats à l'échelle du département

#### Résultats par coalition
| Parti                                       | Parti                                                    | Parti                                                    | Premier tour | Premier tour | Premier tour | Second tour   | Second tour   | Second tour | Total Sièges  | +/-           |
| Parti                                       | Parti                                                    | Parti                                                    | Voix         | %            | Sièges       | Voix          | %             | Sièges      | Total Sièges  | +/-           |
| ------------------------------------------- | -------------------------------------------------------- | -------------------------------------------------------- | ------------ | ------------ | ------------ | ------------- | ------------- | ----------- | ------------- | ------------- |
|                                             |                                                          | Rassemblement national (RN)                              | 314 884      | 27,67        | 5            | 194 972       | 24,28         | 0           | 5             | en stagnation |
|                                             | Républicains à droite (RAD)                              | 75 778                                                   | 6,66         | 0            | 81 965       | 10,21         | 1             | 1           | Nv            |               |
|                                             | L'Avenir français (LAF)                                  | 60 775                                                   | 5,34         | 1            | 31 617       | 3,94          | 0             | 1           | en stagnation |               |
| Total Rassemblement national et alliés (RN) | Total Rassemblement national et alliés (RN)              | 451 437                                                  | 39,67        | 6            | 308 554      | 38,42         | 1             | 7           | 1             |               |
|                                             |                                                          | La France insoumise (LFI)                                | 140 176      | 12,32        | 0            | 78 767        | 9,81          | 3           | 3             | en stagnation |
|                                             | Parti socialiste (PS)                                    | 56 685                                                   | 4,98         | 0            | 74 048       | 9,22          | 1             | 1           | en stagnation |               |
|                                             | Les Écologistes (LÉ)                                     | 45 775                                                   | 4,02         | 0            | 34 418       | 4,29          | 0             | 0           | en stagnation |               |
|                                             | Parti communiste français (PCF)                          | 40 982                                                   | 3,60         | 0            |              |               |               | 0           | 1             |               |
|                                             | Révolution écologique pour le vivant (REV)               | 12 065                                                   | 1,05         | 0            | Retrait      | Retrait       | Retrait       | 0           | en stagnation |               |
| Total Nouveau Front populaire (NFP)         | Total Nouveau Front populaire (NFP)                      | 295 683                                                  | 25,98        | 0            | 187 233      | 23,32         | 4             | 4           | 1             |               |
|                                             |                                                          | Renaissance (RE)                                         | 120 782      | 10,61        | 0            | 135 549       | 16,88         | 4           | 4             | 1             |
|                                             | Horizons (HOR)                                           | 46 835                                                   | 4,12         | 0            | 50 915       | 6,34          | 2             | 2           | en stagnation |               |
|                                             | Sans étiquette                                           | 29 276                                                   | 2,57         | 0            | 37 411       | 4,66          | 1             | 1           | Nv            |               |
|                                             | Mouvement démocrate (MoDem)                              | 20 200                                                   | 1,78         | 0            |              |               |               | 0           | en stagnation |               |
|                                             | Union des démocrates et indépendants (UDI)               | 14 280                                                   | 1,25         | 0            | 24 485       | 3,05          | 1             | 1           | Nv            |               |
| Total Ensemble pour la République (ENS)     | Total Ensemble pour la République (ENS)                  | 231 373                                                  | 20,33        | 0            | 248 360      | 30,92         | 8             | 8           | 1             |               |
|                                             |                                                          | Les Républicains (LR)                                    | 27 701       | 2,43         | 0            |               |               |             | 0             | en stagnation |
|                                             | Union des démocrates et indépendants (UDI)               | 3 087                                                    | 0,27         | 0            | 0            | 2             |               |             |               |               |
| Total Union de la droite et du centre (UDC) | Total Union de la droite et du centre (UDC)              | 30 788                                                   | 2,71         | 0            | 0            | 2             |               |             |               |               |
|                                             | La Convention (C)                                        | La Convention (C)                                        | 24 598       | 2,16         | 0            | 0             | Nv            |             |               |               |
|                                             | Dissidents Nouveau Front populaire                       | Dissidents Nouveau Front populaire                       | 19 577       | 1,72         | 0            | 26 769        | 3,33          | 1           | 1             | 1             |
|                                             | Lutte ouvrière (LO)                                      | Lutte ouvrière (LO)                                      | 17 269       | 1,52         | 0            |               |               |             | 0             | en stagnation |
|                                             | Reconquête (REC)                                         | Reconquête (REC)                                         | 4 494        | 0,39         | 0            | 0             | en stagnation |             |               |               |
|                                             | Debout la France (DLF)                                   | Debout la France (DLF)                                   | 2 753        | 0,24         | 0            | 0             | en stagnation |             |               |               |
|                                             |                                                          | Alliance centriste (AC)                                  | 1 832        | 0,16         | 0            | 0             | Nv            |             |               |               |
| Total Le Centre (LC)                        | Total Le Centre (LC)                                     | 1 832                                                    | 0,16         | 0            | 0            | en stagnation |               |             |               |               |
|                                             | Volt Europa (Volt)                                       | Volt Europa (Volt)                                       | 748          | 0,07         | 0            | 0             | en stagnation |             |               |               |
|                                             | Union des démocrates et indépendants (UDI)               | Union des démocrates et indépendants (UDI)               | 610          | 0,05         | 0            | 0             | Nv            |             |               |               |
|                                             | Parti des travailleurs (PT)                              | Parti des travailleurs (PT)                              | 450          | 0,04         | 0            | 0             | en stagnation |             |               |               |
|                                             |                                                          | Parti des citoyens européens (PACE)                      | 345          | 0,03         | 0            | 0             | en stagnation |             |               |               |
| Total Le Rassemblement (RAS)                | Total Le Rassemblement (RAS)                             | 345                                                      | 0,03         | 0            | 0            | en stagnation |               |             |               |               |
|                                             | Nouveau Parti anticapitaliste - Révolutionnaires (NPA-R) | Nouveau Parti anticapitaliste - Révolutionnaires (NPA-R) | 253          | 0,02         | 0            | 0             | Nv            |             |               |               |
|                                             | Résistons (RES)                                          | Résistons (RES)                                          | 118          | 0,01         | 0            | 0             | en stagnation |             |               |               |
|                                             | Autres partis                                            | Autres partis                                            | 14           | 0,00         | 0            | 0             | en stagnation |             |               |               |
|                                             | Sans étiquette (SE)                                      | Sans étiquette (SE)                                      | 55 599       | 4,89         | 0            | 32 228        | 4,01          | 1           | 1             | en stagnation |
|                                             |                                                          |                                                          |              |              |              |               |               |             |               |               |
| Suffrages exprimés                          | Suffrages exprimés                                       | Suffrages exprimés                                       | 1 137 941    | 97,49        |              | 803 144       | 95,71         |             |               |               |
| Votes blancs                                | Votes blancs                                             | Votes blancs                                             | 20 806       | 1,78         | 26 805       | 3,19          |               |             |               |               |
| Votes nuls                                  | Votes nuls                                               | Votes nuls                                               | 8 520        | 0,73         | 9 213        | 1,10          |               |             |               |               |
| Total                                       | Total                                                    | Total                                                    | 1 167 267    | 100          | 6            | 839 162       | 100           | 15          | 21            | en stagnation |
| Abstention                                  | Abstention                                               | Abstention                                               | 652 501      | 35,86        |              | 458 305       | 35,32         |             |               |               |
| Inscrits/Participation                      | Inscrits/Participation                                   | Inscrits/Participation                                   | 1 819 768    | 64,14        | 1 297 467    | 64,68         |               |             |               |               |

#### Résultats par nuances
| Nuance                 | Nuance                               | Nuance                 | Premier tour | Premier tour | Premier tour | Second tour | Second tour   | Second tour | Total Sièges | +/-           |  |
| Nuance                 | Nuance                               | Nuance                 | Voix         | %            | Sièges       | Voix        | %             | Sièges      | Total Sièges | +/-           |  |
| ---------------------- | ------------------------------------ | ---------------------- | ------------ | ------------ | ------------ | ----------- | ------------- | ----------- | ------------ | ------------- |  |
|                        | Rassemblement national               | RN                     | 397 462      | 34,93        | 6            | 250 462     | 31,19         | 1           | 7            | 1             |  |
|                        | Union de la gauche                   | UG                     | 295 683      | 25,98        | 0            | 187 233     | 23,31         | 4           | 4            | 1             |  |
|                        | Ensemble pour la République !        | ENS                    | 146 721      | 12,89        | 0            | 135 549     | 16,88         | 4           | 4            | 3             |  |
|                        | Divers droite                        | DVD                    | 108 354      | 9,52         | 0            | 101 942     | 12,69         | 3           | 3            | 2             |  |
|                        | Union de l'extrême droite            | UXD                    | 53 975       | 4,74         | 0            | 58 092      | 7,23          | 0           | 0            | Nv            |  |
|                        | Divers gauche                        | DVG                    | 28 349       | 2,49         | 0            |             |               |             | 0            | 1             |  |
|                        | Les Républicains                     | LR                     | 24 303       | 2,14         | 0            | 0           | en stagnation |             |              |               |  |
|                        | Divers                               | DIV                    | 18 225       | 1,60         | 0            | 26 769      | 3,33          | 1           | 1            | 1             |  |
|                        | Extrême gauche                       | EXG                    | 17 972       | 1,58         | 0            |             |               |             | 0            | en stagnation |  |
|                        | Union des démocrates et indépendants | UDI                    | 17 367       | 1,53         | 0            | 24 485      | 3,05          | 1           | 1            | en stagnation |  |
|                        | Horizons                             | HOR                    | 17 168       | 1,51         | 0            | 18 612      | 2,32          | 1           | 1            | Nv            |  |
|                        | Divers centre                        | DVC                    | 5 766        | 0,51         | 0            |             |               |             | 0            | en stagnation |  |
|                        | Reconquête                           | REC                    | 4 494        | 0,39         | 0            | 0           | en stagnation |             |              |               |  |
|                        | Droite souverainiste                 | DSV                    | 2 044        | 0,18         | 0            | 0           | en stagnation |             |              |               |  |
|                        | Régionaliste                         | REG                    | 58           | 0,01         | 0            | 0           | Nv            |             |              |               |  |
|                        |                                      |                        |              |              |              |             |               |             |              |               |  |
| Suffrages exprimés     | Suffrages exprimés                   | Suffrages exprimés     | 1 137 941    | 97,49        |              | 803 144     | 95,71         |             |              |               |  |
| Votes blancs           | Votes blancs                         | Votes blancs           | 20 806       | 1,78         | 26 805       | 3,19        |               |             |              |               |  |
| Votes nuls             | Votes nuls                           | Votes nuls             | 8 520        | 0,73         | 9 213        | 1,10        |               |             |              |               |  |
| Total                  | Total                                | Total                  | 1 167 267    | 100          | 6            | 839 162     | 100           | 15          | 21           | en stagnation |  |
| Abstention             | Abstention                           | Abstention             | 652 501      | 35,86        |              | 458 305     | 35,32         |             |              |               |  |
| Inscrits/Participation | Inscrits/Participation               | Inscrits/Participation | 1 819 768    | 64,14        | 1 297 467    | 64,68       |               |             |              |               |  |

### Résultats par circonscription

#### Première circonscription
Député sortant : Adrien Quatennens (La France insoumise). Après avoir annoncé son intention de se présenter dans la circonscription, sans être investi par le Nouveau Front populaire mais uniquement par La France insoumise, il annonce, le 16 juin, renoncer à sa candidature.
| Candidat                 | Candidat                 | Parti et coalition       | Nuance                   | Premier tour | Premier tour | Second tour | Second tour |
| Candidat                 | Candidat                 | Parti et coalition       | Nuance                   | Voix         | %            | Voix        | %           |
| ------------------------ | ------------------------ | ------------------------ | ------------------------ | ------------ | ------------ | ----------- | ----------- |
|                          | Aurélien Le Coq          | LFI (NFP)                | UG                       | 17 800       | 44,20        | 27 116      | 75,49       |
|                          | Carole Leclercq          | RN                       | RN                       | 7 298        | 18,12        | 8 802       | 24,51       |
|                          | Vanessa Duhamel          | MoDem (ENS)              | ENS                      | 7 055        | 17,52        |             |             |
|                          | Amy Bah,                 | NFP diss.                | DVG                      | 3 551        | 8,82         |             |             |
|                          | Brice Lauret             | LR (UDC)                 | DVD                      | 1 951        | 4,85         |             |             |
|                          | Maxime Legrand           | C                        | DVG                      | 1 169        | 2,90         |             |             |
|                          | Allison Marinho.         | UDI                      | DVD                      | 610          | 1,51         |             |             |
|                          | Audric Alexandre         | PACE (RAS)               | DIV                      | 345          | 0,86         |             |             |
|                          | Pierre Madelain          | LO                       | EXG                      | 217          | 0,54         |             |             |
|                          | Michel Laurençot         | SE                       | DVG                      | 199          | 0,49         |             |             |
|                          | Verena Priem             | Volt                     | REG                      | 58           | 0,14         |             |             |
|                          | Frédéric Chaouat         | LSP - EDÉ                | DIV                      | 14           | 0,03         |             |             |
|                          | Adel Bousalham           | SE                       | DVG                      | 1            | 0,00         |             |             |
|                          | Line Marage              | NPA-R                    | EXG                      | 0            | 0,00         |             |             |
|                          |                          |                          |                          |              |              |             |             |
| Suffrages exprimés       | Suffrages exprimés       | Suffrages exprimés       | Suffrages exprimés       | 40 268       | 98,36        | 35 918      | 90,82       |
| Votes blancs             | Votes blancs             | Votes blancs             | Votes blancs             | 448          | 1,09         | 2 817       | 7,12        |
| Votes nuls               | Votes nuls               | Votes nuls               | Votes nuls               | 227          | 0,55         | 813         | 2,06        |
| Total                    | Total                    | Total                    | Total                    | 40 943       | 100          | 39 548      | 100         |
| Abstention               | Abstention               | Abstention               | Abstention               | 20 729       | 33,61        | 22 164      | 35,92       |
| Inscrits / participation | Inscrits / participation | Inscrits / participation | Inscrits / participation | 61 672       | 66,39        | 61 712      | 64,08       |

#### Deuxième circonscription
Député sortant : Ugo Bernalicis (La France insoumise)
| Candidat                 | Candidat                 | Parti et coalition       | Nuance                   | Premier tour | Premier tour | Second tour | Second tour |
| Candidat                 | Candidat                 | Parti et coalition       | Nuance                   | Voix         | %            | Voix        | %           |
| ------------------------ | ------------------------ | ------------------------ | ------------------------ | ------------ | ------------ | ----------- | ----------- |
|                          | Ugo Bernalicis           | LFI (NFP)                | UG                       | 26 491       | 47,31        | 29 571      | 53,20       |
|                          | Philippe Guérard         | RN                       | RN                       | 12 256       | 21,89        | 13 072      | 23,52       |
|                          | Violette Salanon         | RE (ENS)                 | ENS                      | 11 630       | 20,77        | 12 937      | 23,28       |
|                          | Caroline Boisard-Vannier | LR (UDC)                 | LR                       | 4 378        | 7,82         |             |             |
|                          | Pascale Rougée           | LO                       | EXG                      | 645          | 1,15         |             |             |
|                          | Claire Guénon            | Volt                     | DIV                      | 385          | 0,69         |             |             |
|                          | Etienne Testart          | NPA-R                    | EXG                      | 208          | 0,37         |             |             |
|                          |                          |                          |                          |              |              |             |             |
| Suffrages exprimés       | Suffrages exprimés       | Suffrages exprimés       | Suffrages exprimés       | 55 993       | 97,82        | 55 580      | 97,64       |
| Votes blancs             | Votes blancs             | Votes blancs             | Votes blancs             | 841          | 1,47         | 940         | 1,65        |
| Votes nuls               | Votes nuls               | Votes nuls               | Votes nuls               | 404          | 0,71         | 403         | 0,71        |
| Total                    | Total                    | Total                    | Total                    | 57 238       | 100          | 56 923      | 100         |
| Abstention               | Abstention               | Abstention               | Abstention               | 30 117       | 34,48        | 30 463      | 34,86       |
| Inscrits / participation | Inscrits / participation | Inscrits / participation | Inscrits / participation | 87 355       | 65,52        | 87 386      | 65,14       |

#### Troisième circonscription
Député sortant : Benjamin Saint-Huile (La Convention)
| Candidat                 | Candidat                 | Parti et coalition       | Nuance                   | Premier tour | Premier tour |
| Candidat                 | Candidat                 | Parti et coalition       | Nuance                   | Voix         | %            |
| ------------------------ | ------------------------ | ------------------------ | ------------------------ | ------------ | ------------ |
|                          | Sandra Delannoy          | RN                       | RN                       | 26 874       | 50,82        |
|                          | Benjamin Saint-Huile     | C                        | DVG                      | 23 429       | 44,31        |
|                          | Marie-Claude Rondeaux    | LO                       | EXG                      | 1 697        | 3,21         |
|                          | Louis Mahieu             | REC                      | REC                      | 876          | 1,66         |
|                          |                          |                          |                          |              |              |
| Suffrages exprimés       | Suffrages exprimés       | Suffrages exprimés       | Suffrages exprimés       | 52 876       | 96,80        |
| Votes blancs             | Votes blancs             | Votes blancs             | Votes blancs             | 1 278        | 1,39         |
| Votes nuls               | Votes nuls               | Votes nuls               | Votes nuls               | 468          | 0,51         |
| Total                    | Total                    | Total                    | Total                    | 54 622       | 100          |
| Abstention               | Abstention               | Abstention               | Abstention               | 36 998       | 40,38        |
| Inscrits / participation | Inscrits / participation | Inscrits / participation | Inscrits / participation | 91 620       | 59,62        |

#### Quatrième circonscription
Députée sortante : Brigitte Liso (Renaissance)
| Candidat                 | Candidat                 | Parti et coalition       | Nuance                   | Premier tour | Premier tour | Second tour | Second tour |
| Candidat                 | Candidat                 | Parti et coalition       | Nuance                   | Voix         | %            | Voix        | %           |
| ------------------------ | ------------------------ | ------------------------ | ------------------------ | ------------ | ------------ | ----------- | ----------- |
|                          | Brigitte Liso            | RE (ENS)                 | ENS                      | 21 494       | 31,32        | 27 461      | 40,17       |
|                          | Charlotte Brun           | PS (NFP)                 | UG                       | 20 301       | 29,58        | 21 395      | 31,30       |
|                          | Anne Morand              | RN                       | RN                       | 17 832       | 25,98        | 19 502      | 28,53       |
|                          | Sébastien Leblanc        | LR (UDC)                 | LR                       | 6 461        | 9,41         |             |             |
|                          | Nicolas Le Neindre       | SE                       | DVD                      | 1 330        | 1,94         |             |             |
|                          | Fatima Abdellaoui        | LO                       | EXG                      | 539          | 0,79         |             |             |
|                          | Patrick Jardin           | REC                      | REC                      | 533          | 0,78         |             |             |
|                          | Franck Boyaval           | Volt                     | DIV                      | 144          | 0,21         |             |             |
|                          | Damien Scali             | NPA-R                    | EXG                      | 0            | 0,00         |             |             |
|                          |                          |                          |                          |              |              |             |             |
| Suffrages exprimés       | Suffrages exprimés       | Suffrages exprimés       | Suffrages exprimés       | 68 634       | 98,04        | 68 358      | 97,85       |
| Votes blancs             | Votes blancs             | Votes blancs             | Votes blancs             | 967          | 1,38         | 1 077       | 1,54        |
| Votes nuls               | Votes nuls               | Votes nuls               | Votes nuls               | 403          | 0,58         | 428         | 0,61        |
| Total                    | Total                    | Total                    | Total                    | 70 004       | 100          | 69 863      | 100         |
| Abstention               | Abstention               | Abstention               | Abstention               | 31 829       | 31,26        | 32 000      | 31,41       |
| Inscrits / participation | Inscrits / participation | Inscrits / participation | Inscrits / participation | 101 833      | 68,74        | 101 863     | 68,59       |

#### Cinquième circonscription
Député sortant : Victor Catteau (Rassemblement national)
| Candidat                 | Candidat                 | Parti et coalition       | Nuance                   | Premier tour | Premier tour | Second tour | Second tour |
| Candidat                 | Candidat                 | Parti et coalition       | Nuance                   | Voix         | %            | Voix        | %           |
| ------------------------ | ------------------------ | ------------------------ | ------------------------ | ------------ | ------------ | ----------- | ----------- |
|                          | Victor Catteau           | RN                       | RN                       | 27 411       | 40,08        | 28 626      | 43,35       |
|                          | Sébastien Huyghe         | SE (ENS)                 | DVD                      | 23 510       | 34,37        | 37 411      | 56,65       |
|                          | Ophélie Delneste         | LFI (NFP)                | UG                       | 16 591       | 24,26        | Retrait     | Retrait     |
|                          | Raymond Covain           | LO                       | EXG                      | 858          | 1,25         |             |             |
|                          | Chloé Olivereau          | NPA-R                    | EXG                      | 24           | 0,04         |             |             |
|                          |                          |                          |                          |              |              |             |             |
| Suffrages exprimés       | Suffrages exprimés       | Suffrages exprimés       | Suffrages exprimés       | 68 394       | 97,25        | 66 037      | 95,64       |
| Votes blancs             | Votes blancs             | Votes blancs             | Votes blancs             | 1 457        | 2,07         | 2 269       | 3,29        |
| Votes nuls               | Votes nuls               | Votes nuls               | Votes nuls               | 475          | 0,68         | 740         | 1,07        |
| Total                    | Total                    | Total                    | Total                    | 70 326       | 100          | 69 046      | 100         |
| Abstention               | Abstention               | Abstention               | Abstention               | 31 957       | 31,24        | 33 255      | 32,51       |
| Inscrits / participation | Inscrits / participation | Inscrits / participation | Inscrits / participation | 102 283      | 68,76        | 102 301     | 67,49       |

#### Sixième circonscription
Députée sortante : Charlotte Parmentier-Lecocq (Renaissance)
| Candidat                 | Candidat                    | Parti et coalition       | Nuance                   | Premier tour | Premier tour | Second tour | Second tour |
| Candidat                 | Candidat                    | Parti et coalition       | Nuance                   | Voix         | %            | Voix        | %           |
| ------------------------ | --------------------------- | ------------------------ | ------------------------ | ------------ | ------------ | ----------- | ----------- |
|                          | Charlotte Parmentier-Lecocq | RE (ENS)                 | ENS                      | 25 831       | 38,09        | 39 467      | 60,31       |
|                          | Marie-Hélène Quatrebœufs    | RAD (RN)                 | UXD                      | 23 781       | 35,07        | 25 978      | 39,69       |
|                          | Célia Pereira               | LFI (NFP)                | UG                       | 13 243       | 19,53        | Retrait     | Retrait     |
|                          | Jimi Erotico                | LR (UDC)                 | LR                       | 4 265        | 6,29         |             |             |
|                          | Frédéric Barrez             | LO                       | EXG                      | 687          | 1,01         |             |             |
|                          |                             |                          |                          |              |              |             |             |
| Suffrages exprimés       | Suffrages exprimés          | Suffrages exprimés       | Suffrages exprimés       | 67 807       | 97,68        | 65 445      | 95,85       |
| Votes blancs             | Votes blancs                | Votes blancs             | Votes blancs             | 1 236        | 1,78         | 2 136       | 3,13        |
| Votes nuls               | Votes nuls                  | Votes nuls               | Votes nuls               | 373          | 0,54         | 701         | 1,03        |
| Total                    | Total                       | Total                    | Total                    | 69 416       | 100          | 68 282      | 100         |
| Abstention               | Abstention                  | Abstention               | Abstention               | 25 642       | 26,98        | 26 767      | 28,16       |
| Inscrits / participation | Inscrits / participation    | Inscrits / participation | Inscrits / participation | 95 058       | 73,02        | 95 049      | 71,84       |

#### Septième circonscription
Députée sortante : Félicie Gérard (Horizons)
| Candidat                 | Candidat                 | Parti et coalition       | Nuance                   | Premier tour | Premier tour | Second tour | Second tour |
| Candidat                 | Candidat                 | Parti et coalition       | Nuance                   | Voix         | %            | Voix        | %           |
| ------------------------ | ------------------------ | ------------------------ | ------------------------ | ------------ | ------------ | ----------- | ----------- |
|                          | Félicie Gérard           | HOR (ENS)                | HOR                      | 17 168       | 36,71        | 18 612      | 39,53       |
|                          | Karima Chouia            | LÉ (NFP)                 | UG                       | 15 053       | 32,19        | 15 067      | 32,00       |
|                          | Céline Sayah             | RN                       | RN                       | 13 163       | 28,15        | 13 408      | 28,47       |
|                          | Jean-Sébastien Willem    | REC                      | REC                      | 763          | 1,63         |             |             |
|                          | Nicolas Schuurman        | LO                       | EXG                      | 617          | 1,32         |             |             |
|                          |                          |                          |                          |              |              |             |             |
| Suffrages exprimés       | Suffrages exprimés       | Suffrages exprimés       | Suffrages exprimés       | 46 764       | 97,70        | 47 087      | 98,17       |
| Votes blancs             | Votes blancs             | Votes blancs             | Votes blancs             | 760          | 1,59         | 637         | 1,33        |
| Votes nuls               | Votes nuls               | Votes nuls               | Votes nuls               | 341          | 0,71         | 239         | 0,50        |
| Total                    | Total                    | Total                    | Total                    | 47 865       | 100          | 47 963      | 100         |
| Abstention               | Abstention               | Abstention               | Abstention               | 25 579       | 34,83        | 25 489      | 34,70       |
| Inscrits / participation | Inscrits / participation | Inscrits / participation | Inscrits / participation | 73 444       | 65,17        | 73 452      | 65,30       |

#### Huitième circonscription
Député sortant : David Guiraud (La France insoumise)
| Candidat                 | Candidat                 | Parti et coalition       | Nuance                   | Premier tour | Premier tour | Second tour | Second tour |
| Candidat                 | Candidat                 | Parti et coalition       | Nuance                   | Voix         | %            | Voix        | %           |
| ------------------------ | ------------------------ | ------------------------ | ------------------------ | ------------ | ------------ | ----------- | ----------- |
|                          | David Guiraud            | LFI (NFP)                | UG                       | 17 405       | 48,50        | 22 080      | 64,32       |
|                          | Ethan Leys               | RN                       | RN                       | 11 051       | 30,80        | 12 250      | 35,68       |
|                          | Tarik Mekki              | SE (ENS)                 | DVC                      | 5 766        | 16,07        |             |             |
|                          | Maël Camerlynck          | DLF                      | DSV                      | 1 011        | 2,82         |             |             |
|                          | Françoise Delbarre       | LO                       | EXG                      | 652          | 1,82         |             |             |
|                          |                          |                          |                          |              |              |             |             |
| Suffrages exprimés       | Suffrages exprimés       | Suffrages exprimés       | Suffrages exprimés       | 35 885       | 97,05        | 34 330      | 92,23       |
| Votes blancs             | Votes blancs             | Votes blancs             | Votes blancs             | 745          | 2,01         | 2 195       | 5,90        |
| Votes nuls               | Votes nuls               | Votes nuls               | Votes nuls               | 345          | 0,93         | 697         | 1,87        |
| Total                    | Total                    | Total                    | Total                    | 36 975       | 100          | 37 222      | 100         |
| Abstention               | Abstention               | Abstention               | Abstention               | 31 958       | 46,36        | 31 737      | 46,02       |
| Inscrits / participation | Inscrits / participation | Inscrits / participation | Inscrits / participation | 68 933       | 53,64        | 68 959      | 53,98       |

#### Neuvième circonscription
Députée sortante : Violette Spillebout (Renaissance)
| Candidat                 | Candidat                 | Parti et coalition       | Nuance                   | Premier tour | Premier tour | Second tour | Second tour |
| Candidat                 | Candidat                 | Parti et coalition       | Nuance                   | Voix         | %            | Voix        | %           |
| ------------------------ | ------------------------ | ------------------------ | ------------------------ | ------------ | ------------ | ----------- | ----------- |
|                          | Violette Spillebout      | RE (ENS)                 | ENS                      | 20 620       | 34,01        | 27 081      | 45,10       |
|                          | Odile Vidal-Sagnier      | LÉ (NFP)                 | UG                       | 18 869       | 31,12        | 19 351      | 32,23       |
|                          | Christine Landru         | LAF (RN)                 | RN                       | 12 533       | 20,67        | 13 616      | 22,68       |
|                          | Alice Pogam              | LR (UDC)                 | LR                       | 5 572        | 9,19         |             |             |
|                          | Charles Delavenne        | AC (LC)                  | DVD                      | 1 832        | 3,02         |             |             |
|                          | Valérie Talpaert         | REC                      | REC                      | 561          | 0,93         |             |             |
|                          | Chantal Sarazin          | LO                       | EXG                      | 477          | 0,79         |             |             |
|                          | Frédéric Gruzon          | Volt                     | DIV                      | 161          | 0,27         |             |             |
|                          | Mathias Dhelin           | NPA-R                    | EXG                      | 4            | 0,01         |             |             |
|                          |                          |                          |                          |              |              |             |             |
| Suffrages exprimés       | Suffrages exprimés       | Suffrages exprimés       | Suffrages exprimés       | 60 629       | 98,45        | 60 048      | 98,10       |
| Votes blancs             | Votes blancs             | Votes blancs             | Votes blancs             | 656          | 1,07         | 881         | 1,44        |
| Votes nuls               | Votes nuls               | Votes nuls               | Votes nuls               | 299          | 0,49         | 281         | 0,46        |
| Total                    | Total                    | Total                    | Total                    | 61 584       | 100          | 61 210      | 100         |
| Abstention               | Abstention               | Abstention               | Abstention               | 30 461       | 33,09        | 30 861      | 33,52       |
| Inscrits / participation | Inscrits / participation | Inscrits / participation | Inscrits / participation | 92 045       | 66,91        | 92 071      | 66,48       |

#### Dixième circonscription
Député sortant : Vincent Ledoux (Renaissance), élu en 2022 en tant que suppléant de Gérald Darmanin (Renaissance)
| Candidat                 | Candidat                 | Parti et coalition       | Nuance                   | Premier tour | Premier tour | Second tour | Second tour |
| Candidat                 | Candidat                 | Parti et coalition       | Nuance                   | Voix         | %            | Voix        | %           |
| ------------------------ | ------------------------ | ------------------------ | ------------------------ | ------------ | ------------ | ----------- | ----------- |
|                          | Gérald Darmanin          | RE (ENS)                 | ENS                      | 17 512       | 36,03        | 28 603      | 61,37       |
|                          | Bastien Verbrugghe       | LAF (RN)                 | RN                       | 16 675       | 34,31        | 18 001      | 38,63       |
|                          | Leslie Mortreux          | REV (NFP)                | UG                       | 12 065       | 24,83        | Retrait     | Retrait     |
|                          | Jérôme Garcia            | LR (UDC)                 | DVD                      | 1 447        | 2,98         |             |             |
|                          | Christophe Charlon       | LO                       | EXG                      | 535          | 1,10         |             |             |
|                          | Gustave Viguié-Desplaces | REC                      | REC                      | 249          | 0,51         |             |             |
|                          | Marcellin Brazon         | RES                      | DVD                      | 118          | 0,25         |             |             |
|                          |                          |                          |                          |              |              |             |             |
| Suffrages exprimés       | Suffrages exprimés       | Suffrages exprimés       | Suffrages exprimés       | 48 601       | 97,81        | 46 604      | 95,27       |
| Votes blancs             | Votes blancs             | Votes blancs             | Votes blancs             | 814          | 1,64         | 1 719       | 3,51        |
| Votes nuls               | Votes nuls               | Votes nuls               | Votes nuls               | 276          | 0,56         | 593         | 1,21        |
| Total                    | Total                    | Total                    | Total                    | 49 691       | 100          | 48 916      | 100         |
| Abstention               | Abstention               | Abstention               | Abstention               | 33 501       | 40,27        | 34 309      | 41,22       |
| Inscrits / participation | Inscrits / participation | Inscrits / participation | Inscrits / participation | 83 192       | 59,73        | 83 225      | 58,78       |

#### Onzième circonscription
Député sortant : Roger Vicot (Parti socialiste)
| Candidat                 | Candidat                 | Parti et coalition       | Nuance                   | Premier tour | Premier tour | Second tour | Second tour |
| Candidat                 | Candidat                 | Parti et coalition       | Nuance                   | Voix         | %            | Voix        | %           |
| ------------------------ | ------------------------ | ------------------------ | ------------------------ | ------------ | ------------ | ----------- | ----------- |
|                          | Roger Vicot              | PS (NFP)                 | UG                       | 22 809       | 38,49        | 33 740      | 61,25       |
|                          | Maxime Moulin            | RN                       | RN                       | 18 650       | 31,47        | 21 347      | 38,75       |
|                          | Ingrid Brûlant-Fortin    | RE (ENS)                 | ENS                      | 16 559       | 27,94        | Retrait     | Retrait     |
|                          | Carole Bailleul          | LO                       | EXG                      | 778          | 1,31         |             |             |
|                          | Jonathan Wilson          | PT                       | EXG                      | 450          | 0,76         |             |             |
|                          | Robin Coupigny           | NPA-R                    | EXG                      | 17           | 0,03         |             |             |
|                          |                          |                          |                          |              |              |             |             |
| Suffrages exprimés       | Suffrages exprimés       | Suffrages exprimés       | Suffrages exprimés       | 59 263       | 97,45        | 55 087      | 92,08       |
| Votes blancs             | Votes blancs             | Votes blancs             | Votes blancs             | 1 047        | 1,72         | 3 688       | 6,16        |
| Votes nuls               | Votes nuls               | Votes nuls               | Votes nuls               | 504          | 0,83         | 1 052       | 1,76        |
| Total                    | Total                    | Total                    | Total                    | 60 814       | 100          | 59 827      | 100         |
| Abstention               | Abstention               | Abstention               | Abstention               | 32 377       | 34,74        | 33 404      | 35,83       |
| Inscrits / participation | Inscrits / participation | Inscrits / participation | Inscrits / participation | 93 191       | 65,26        | 93 231      | 64,17       |

#### Douzième circonscription
Député sortant : Michaël Taverne (L'Avenir français - Rassemblement national)
| Candidat                 | Candidat                 | Parti et coalition       | Nuance                   | Premier tour | Premier tour |
| Candidat                 | Candidat                 | Parti et coalition       | Nuance                   | Voix         | %            |
| ------------------------ | ------------------------ | ------------------------ | ------------------------ | ------------ | ------------ |
|                          | Michaël Taverne          | LAF (RN)                 | RN                       | 31 567       | 54,74        |
|                          | Sébastien Seguin,        | SE                       | DVD                      | 12 279       | 21,29        |
|                          | Bernard Baudoux          | PCF (NFP)                | UG                       | 11 992       | 20,80        |
|                          | Isabelle Prévost         | REC                      | REC                      | 932          | 1,62         |
|                          | Laurent Lehrhaupt        | LO                       | EXG                      | 894          | 1,55         |
|                          |                          |                          |                          |              |              |
| Suffrages exprimés       | Suffrages exprimés       | Suffrages exprimés       | Suffrages exprimés       | 57 664       | 97,02        |
| Votes blancs             | Votes blancs             | Votes blancs             | Votes blancs             | 1 263        | 2,12         |
| Votes nuls               | Votes nuls               | Votes nuls               | Votes nuls               | 510          | 0,86         |
| Total                    | Total                    | Total                    | Total                    | 59 437       | 100          |
| Abstention               | Abstention               | Abstention               | Abstention               | 33 633       | 36,14        |
| Inscrits / participation | Inscrits / participation | Inscrits / participation | Inscrits / participation | 93 070       | 63,86        |

#### Treizième circonscription
Députée sortante : Christine Decodts (apparentée Renaissance), ne se représente pas.
| Candidat                 | Candidat                 | Parti et coalition       | Nuance                   | Premier tour | Premier tour | Second tour | Second tour |
| Candidat                 | Candidat                 | Parti et coalition       | Nuance                   | Voix         | %            | Voix        | %           |
| ------------------------ | ------------------------ | ------------------------ | ------------------------ | ------------ | ------------ | ----------- | ----------- |
|                          | Maxence Accart           | RN                       | RN                       | 21 662       | 43,52        | 23 021      | 46,24       |
|                          | Julien Gokel,            | PS diss.                 | DIV                      | 16 026       | 32,20        | 26 769      | 53,76       |
|                          | Damien Lacroix           | LFI (NFP)                | UG                       | 10 913       | 21,92        | Retrait     | Retrait     |
|                          | Clément Bézine           | LO                       | EXG                      | 1 175        | 2,36         |             |             |
|                          |                          |                          |                          |              |              |             |             |
| Suffrages exprimés       | Suffrages exprimés       | Suffrages exprimés       | Suffrages exprimés       | 49 776       | 96,95        | 49 790      | 96,39       |
| Votes blancs             | Votes blancs             | Votes blancs             | Votes blancs             | 1 173        | 2,28         | 1 346       | 2,61        |
| Votes nuls               | Votes nuls               | Votes nuls               | Votes nuls               | 392          | 0,76         | 520         | 1,01        |
| Total                    | Total                    | Total                    | Total                    | 51 341       | 100          | 51 656      | 100         |
| Abstention               | Abstention               | Abstention               | Abstention               | 34 704       | 40,33        | 34 405      | 39,98       |
| Inscrits / participation | Inscrits / participation | Inscrits / participation | Inscrits / participation | 86 045       | 59,67        | 86 061      | 60,02       |

#### Quatorzième circonscription
Député sortant : Paul Christophe (Horizons)
| Candidat                 | Candidat                 | Parti et coalition       | Nuance                   | Premier tour | Premier tour | Second tour | Second tour |
| Candidat                 | Candidat                 | Parti et coalition       | Nuance                   | Voix         | %            | Voix        | %           |
| ------------------------ | ------------------------ | ------------------------ | ------------------------ | ------------ | ------------ | ----------- | ----------- |
|                          | Jean-Baptiste Gardes,    | RAD - RN                 | UXD                      | 30 194       | 46,37        | 32 114      | 49,85       |
|                          | Paul Christophe          | HOR (ENS)                | DVD                      | 23 928       | 36,74        | 32 303      | 50,15       |
|                          | Philippine Heyman        | LFI (NFP)                | UG                       | 8 876        | 13,63        |             |             |
|                          | Sandrine Desrayaud       | LO                       | EXG                      | 1 091        | 1,68         |             |             |
|                          | Anne-Lise Perche         | DLF                      | DSV                      | 1 033        | 1,59         |             |             |
|                          |                          |                          |                          |              |              |             |             |
| Suffrages exprimés       | Suffrages exprimés       | Suffrages exprimés       | Suffrages exprimés       | 65 122       | 97,25        | 64 417      | 96,46       |
| Votes blancs             | Votes blancs             | Votes blancs             | Votes blancs             | 1 328        | 1,98         | 1 671       | 2,50        |
| Votes nuls               | Votes nuls               | Votes nuls               | Votes nuls               | 514          | 0,77         | 696         | 1,04        |
| Total                    | Total                    | Total                    | Total                    | 66 964       | 100          | 66 784      | 100         |
| Abstention               | Abstention               | Abstention               | Abstention               | 32 485       | 32,66        | 32 686      | 32,86       |
| Inscrits / participation | Inscrits / participation | Inscrits / participation | Inscrits / participation | 99 449       | 67,34        | 99 470      | 67,14       |

#### Quinzième circonscription
Député sortant : Pierrick Berteloot (Rassemblement national)
| Candidat                 | Candidat                 | Parti et coalition       | Nuance                   | Premier tour | Premier tour | Second tour | Second tour |
| Candidat                 | Candidat                 | Parti et coalition       | Nuance                   | Voix         | %            | Voix        | %           |
| ------------------------ | ------------------------ | ------------------------ | ------------------------ | ------------ | ------------ | ----------- | ----------- |
|                          | Pierrick Berteloot       | RN                       | RN                       | 29 894       | 45,97        | 31 970      | 49,80       |
|                          | Jean-Pierre Bataille,    | SE                       | DVD                      | 22 206       | 34,15        | 32 228      | 50,20       |
|                          | Émilie Ducourant         | LÉ (NFP)                 | UG                       | 11 853       | 18,23        |             |             |
|                          | Benjamin Dubiez          | LO                       | EXG                      | 1 078        | 1,66         |             |             |
|                          |                          |                          |                          |              |              |             |             |
| Suffrages exprimés       | Suffrages exprimés       | Suffrages exprimés       | Suffrages exprimés       | 65 031       | 97,22        | 64 198      | 95,82       |
| Votes blancs             | Votes blancs             | Votes blancs             | Votes blancs             | 1 214        | 1,81         | 1 889       | 2,82        |
| Votes nuls               | Votes nuls               | Votes nuls               | Votes nuls               | 647          | 0,97         | 912         | 1,36        |
| Total                    | Total                    | Total                    | Total                    | 66 892       | 100          | 66 999      | 100         |
| Abstention               | Abstention               | Abstention               | Abstention               | 30 709       | 31,46        | 30 626      | 31,37       |
| Inscrits / participation | Inscrits / participation | Inscrits / participation | Inscrits / participation | 97 601       | 66,63        | 97 625      | 68,63       |

#### Seizième circonscription
Député sortant : Matthieu Marchio (Rassemblement national)
| Candidat                 | Candidat                 | Parti et coalition       | Nuance                   | Premier tour | Premier tour |
| Candidat                 | Candidat                 | Parti et coalition       | Nuance                   | Voix         | %            |
| ------------------------ | ------------------------ | ------------------------ | ------------------------ | ------------ | ------------ |
|                          | Matthieu Marchio         | RN                       | RN                       | 26 608       | 53,12        |
|                          | Alain Bruneel            | PCF (NFP)                | UG                       | 14 199       | 28,35        |
|                          | François Cresta          | MoDem (ENS)              | ENS                      | 8 135        | 16,24        |
|                          | Éric Pecqueur            | LO                       | EXG                      | 1 145        | 2,29         |
|                          |                          |                          |                          |              |              |
| Suffrages exprimés       | Suffrages exprimés       | Suffrages exprimés       | Suffrages exprimés       | 50 087       | 97,08        |
| Votes blancs             | Votes blancs             | Votes blancs             | Votes blancs             | 1 091        | 2,11         |
| Votes nuls               | Votes nuls               | Votes nuls               | Votes nuls               | 416          | 0,81         |
| Total                    | Total                    | Total                    | Total                    | 51 594       | 100          |
| Abstention               | Abstention               | Abstention               | Abstention               | 32 447       | 38,61        |
| Inscrits / participation | Inscrits / participation | Inscrits / participation | Inscrits / participation | 84 041       | 61,39        |

#### Dix-septième circonscription
Député sortant : Thibaut François (Rassemblement National), se représente en tant que suppléant de Thierry Tesson.
| Candidat                 | Candidat                 | Parti et coalition       | Nuance                   | Premier tour | Premier tour | Second tour | Second tour |
| Candidat                 | Candidat                 | Parti et coalition       | Nuance                   | Voix         | %            | Voix        | %           |
| ------------------------ | ------------------------ | ------------------------ | ------------------------ | ------------ | ------------ | ----------- | ----------- |
|                          | Thierry Tesson,          | RAD (RN)                 | RN                       | 21 803       | 47,92        | 23 873      | 55,80       |
|                          | Frédéric Chéreau         | PS (NFP)                 | UG                       | 13 575       | 29,84        | 18 913      | 44,20       |
|                          | Guillaume Honoré         | HOR (ENS)                | ENS                      | 5 739        | 12,61        |             |             |
|                          | Loïck Brouazin           | LR (UDC)                 | LR                       | 3 627        | 7,97         |             |             |
|                          | Cédric Fluckiger         | LO                       | EXG                      | 751          | 1,65         |             |             |
|                          |                          |                          |                          |              |              |             |             |
| Suffrages exprimés       | Suffrages exprimés       | Suffrages exprimés       | Suffrages exprimés       | 45 495       | 97,37        | 42 786      | 93,42       |
| Votes blancs             | Votes blancs             | Votes blancs             | Votes blancs             | 860          | 1,84         | 2 323       | 5,07        |
| Votes nuls               | Votes nuls               | Votes nuls               | Votes nuls               | 370          | 0,79         | 691         | 1,51        |
| Total                    | Total                    | Total                    | Total                    | 46 725       | 100          | 45 800      | 100         |
| Abstention               | Abstention               | Abstention               | Abstention               | 27 150       | 36,75        | 28 089      | 38,02       |
| Inscrits / participation | Inscrits / participation | Inscrits / participation | Inscrits / participation | 73 875       | 61,58        | 73 889      | 61,98       |

#### Dix-huitième circonscription
Député sortant : Guy Bricout (Union des démocrates et indépendants), ne se représente pas.
| Candidat                 | Candidat                 | Parti et coalition       | Nuance                   | Premier tour | Premier tour |
| Candidat                 | Candidat                 | Parti et coalition       | Nuance                   | Voix         | %            |
| ------------------------ | ------------------------ | ------------------------ | ------------------------ | ------------ | ------------ |
|                          | Alexandre Dufosset       | RN                       | RN                       | 29 404       | 52,51        |
|                          | Nicolas Siegler,         | SE                       | DVD                      | 18 434       | 32,92        |
|                          | Benoît Maréchal          | LFI (NFP)                | UG                       | 7 230        | 12,91        |
|                          | Nadine Reynaert          | LO                       | EXG                      | 930          | 1,66         |
|                          |                          |                          |                          |              |              |
| Suffrages exprimés       | Suffrages exprimés       | Suffrages exprimés       | Suffrages exprimés       | 55 998       | 97,54        |
| Votes blancs             | Votes blancs             | Votes blancs             | Votes blancs             | 998          | 1,74         |
| Votes nuls               | Votes nuls               | Votes nuls               | Votes nuls               | 415          | 0,72         |
| Total                    | Total                    | Total                    | Total                    | 57 411       | 100          |
| Abstention               | Abstention               | Abstention               | Abstention               | 33 410       | 36,79        |
| Inscrits / participation | Inscrits / participation | Inscrits / participation | Inscrits / participation | 90 821       | 63,21        |

#### Dix-neuvième circonscription
Député sortant : Sébastien Chenu (Rassemblement national)
| Candidat                 | Candidat                 | Parti et coalition       | Nuance                   | Premier tour | Premier tour |
| Candidat                 | Candidat                 | Parti et coalition       | Nuance                   | Voix         | %            |
| ------------------------ | ------------------------ | ------------------------ | ------------------------ | ------------ | ------------ |
|                          | Sébastien Chenu          | RN                       | RN                       | 27 592       | 58,32        |
|                          | Cédric Brun              | LFI (NFP)                | UG                       | 10 337       | 21,85        |
|                          | Franck Watelet           | RE (ENS)                 | ENS                      | 7 136        | 15,08        |
|                          | Djemi Drici              | SE                       | DIV                      | 1 150        | 2,43         |
|                          | Cécile Bourlet           | LO                       | EXG                      | 1 098        | 2,32         |
|                          |                          |                          |                          |              |              |
| Suffrages exprimés       | Suffrages exprimés       | Suffrages exprimés       | Suffrages exprimés       | 47 313       | 97,05        |
| Votes blancs             | Votes blancs             | Votes blancs             | Votes blancs             | 989          | 2,03         |
| Votes nuls               | Votes nuls               | Votes nuls               | Votes nuls               | 449          | 0,92         |
| Total                    | Total                    | Total                    | Total                    | 48 751       | 100          |
| Abstention               | Abstention               | Abstention               | Abstention               | 32 139       | 39,73        |
| Inscrits / participation | Inscrits / participation | Inscrits / participation | Inscrits / participation | 80 890       | 60,27        |

#### Vingtième circonscription
Député sortant : Fabien Roussel (Parti communiste français)
| Candidat                 | Candidat                 | Parti et coalition       | Nuance                   | Premier tour | Premier tour |
| Candidat                 | Candidat                 | Parti et coalition       | Nuance                   | Voix         | %            |
| ------------------------ | ------------------------ | ------------------------ | ------------------------ | ------------ | ------------ |
|                          | Guillaume Florquin       | RN                       | RN                       | 23 852       | 50,30        |
|                          | Fabien Roussel           | PCF (NFP)                | UG                       | 14 791       | 31,19        |
|                          | Pierre-Luc Vervandier    | MoDem (ENS)              | ENS                      | 5 010        | 10,57        |
|                          | Élisabeth Gondy          | UDI (UDC)                | UDI                      | 3 087        | 6,51         |
|                          | Dimitri Mozdzierz        | LO                       | EXG                      | 679          | 1,43         |
|                          |                          |                          |                          |              |              |
| Suffrages exprimés       | Suffrages exprimés       | Suffrages exprimés       | Suffrages exprimés       | 47 419       | 97,75        |
| Votes blancs             | Votes blancs             | Votes blancs             | Votes blancs             | 757          | 1,56         |
| Votes nuls               | Votes nuls               | Votes nuls               | Votes nuls               | 335          | 0,69         |
| Total                    | Total                    | Total                    | Total                    | 48 511       | 100          |
| Abstention               | Abstention               | Abstention               | Abstention               | 33 679       | 40,98        |
| Inscrits / participation | Inscrits / participation | Inscrits / participation | Inscrits / participation | 82 190       | 59,02        |

#### Vingt-et-unième circonscription
Députée sortante : Béatrice Descamps (Union des démocrates et indépendants - Parti radical) ne se représente pas.
| Candidat                 | Candidat                 | Parti et coalition       | Nuance                   | Premier tour | Premier tour | Second tour | Second tour |
| Candidat                 | Candidat                 | Parti et coalition       | Nuance                   | Voix         | %            | Voix        | %           |
| ------------------------ | ------------------------ | ------------------------ | ------------------------ | ------------ | ------------ | ----------- | ----------- |
|                          | Laurence Bara            | RN                       | RN                       | 21 337       | 43,61        | 22 974      | 48,41       |
|                          | Valérie Létard           | UDI (ENS)                | UDI                      | 14 280       | 29,19        | 24 485      | 51,59       |
|                          | Pierrick Colpin          | LFI (NFP)                | UG                       | 11 290       | 23,08        | Retrait     | Retrait     |
|                          | Édith Duquesnoy          | LO                       | EXG                      | 726          | 1,48         |             |             |
|                          | Laurent Lasselin         | DLF                      | DVD                      | 709          | 1,45         |             |             |
|                          | Séverine Duminy          | REC                      | REC                      | 580          | 1,19         |             |             |
|                          |                          |                          |                          |              |              |             |             |
| Suffrages exprimés       | Suffrages exprimés       | Suffrages exprimés       | Suffrages exprimés       | 48 922       | 97,53        | 47 459      | 96,61       |
| Votes blancs             | Votes blancs             | Votes blancs             | Votes blancs             | 884          | 1,76         | 1 217       | 2,48        |
| Votes nuls               | Votes nuls               | Votes nuls               | Votes nuls               | 357          | 0,71         | 447         | 0,91        |
| Total                    | Total                    | Total                    | Total                    | 50 163       | 100          | 49 123      | 100         |
| Abstention               | Abstention               | Abstention               | Abstention               | 30 997       | 38,19        | 32 050      | 39,48       |
| Inscrits / participation | Inscrits / participation | Inscrits / participation | Inscrits / participation | 81 160       | 61,81        | 81 173      | 60,52       |